# Sandra Jenkins
Sandra Rippel, coniugata Jenkins (Edmonton, 20 luglio 1961), è una giocatrice di curling canadese.

## Biografia
Partecipò all'età di 44 anni ai XX Giochi olimpici invernali edizione disputata a Torino, (Italia) nel febbraio del 2006, riuscendo ad ottenere la medaglia di bronzo nella squadra canadese con le connazionali Shannon Kleibrink, Glenys Bakker, Christine Keshen e Amy Nixon.
Nell'edizione la nazionale svedese ottenne la medaglia d'oro, la svizzera quella d'argento.